# Júlio César (ator brasileiro)
Júlio César Vieira da Cunha e Silva (Rio de Janeiro, 7 de agosto de 1964), mais conhecido como Júlio César, é um ator brasileiro, famoso pela interpretação do personagem Pedrinho no seriado Sítio do Picapau Amarelo, de 1977 a 1980 na Rede Globo. Namorou a modelo Márcia Veríssimo.

## Filmografia

### Televisão

#### Telenovelas
| Ano  | Título                                | Papel                                                                           |
| ---- | ------------------------------------- | ------------------------------------------------------------------------------- |
| 1982 | Sítio do Picapau Amarelo              | Príncipe Escamado II                                                            |
| 1981 | O Amor É Nosso                        | Silvinho                                                                        |
| 1977 | Sítio do Picapau Amarelo              | Pedrinho                                                                        |
| 1976 | Anjo Mau                              | Sobrinho de Paquita                                                             |
| 1976 | Escalada                              | Ricardo Dias - Ganhou o prêmio da Revista Contigo como Melhor ator mirim do ano |
| 1974 | Caso Especial: O Professor Vai Embora | Beto                                                                            |
| 1973 | O Semideus                            | Maneco                                                                          |
| 1973 | O Bem Amado                           | Isaque                                                                          |
| 1972 | A Patota                              | Lucas                                                                           |

#### Programas
| Ano  | Título            |
| ---- | ----------------- |
| 1987 | Os Trapalhões     |
| 1982 | Chico Anysio Show |

### Cinema
| Ano  | Título                   | Papel    |
| ---- | ------------------------ | -------- |
| 1975 | Costinha, o rei da selva | Kiko     |
| 1974 | O Marginal               | Luisinho |

### Teatro
| Ano  | Título                                    |
| ---- | ----------------------------------------- |
| 1989 | A Farsa de Yarim                          |
| 1987 | Flicts (com Elisângela)                   |
| 1985 | Astrofolias                               |
| 1985 | Os Doze Trabalhos de Hércules             |
| 1983 | Cantares em Desafino (com Isabela Garcia) |
| 1982 | Village - Ralph - direção Wolf Maya       |
| 1981 | Blue Jeans - Serginho                     |

1. ↑  «O Fluminense - Rita Lee Pega Rapaz nos Trapalhões». memoria.bn.br. Consultado em 30 de março de 2017
2. ↑  «O Fluminense». memoria.bn.br. Consultado em 30 de março de 2017